# 梶山千里
梶山 千里（かじやま ちさと、1940年5月13日 - ）は、日本の化学者。九州大学名誉教授。九州大学総長や、独立行政法人日本学生支援機構理事長、公立大学法人福岡女子大学理事長兼学長を歴任。元高分子学会会長。元国立大学協会副会長。マサチューセッツ大学卓越した同窓会会員。マサチューセッツ大学名誉博士。

## 人物・経歴
福岡県直方市で国家公務員の子として生まれる。1956年長崎県立長崎西高等学校に入学。転校し、1959年福岡県立鞍手高等学校卒業。1964年九州大学工学部応用化学科卒業。1966年九州大学大学院工学研究科応用化学専攻修士課程修了。1969年マサチューセッツ大学大学院高分子工学科博士課程修了、Ph.D。同年マサチューセッツ大学博士研究員。1970年九州大学工学部助手。1975年九州大学工学部助教授。
1975年九州大学工学博士。1984年九州大学工学部教授。1998年日本液晶学会副会長。2000年九州大学大学院工学研究院長・学府長・学部長、高分子学会会長。2001年九州大学総長。2003年国立大学協会副会長。2006年文部科学省中央教育審議会専門委員。旭硝子財団理事、日本レオロジー学会会長、日本 Materials Research Society会長なども務めた。
2007年内閣府知的財産戦略本部員、九州市民大学理事長・学長、マサチューセッツ大学卓越した同窓会会員賞受賞、マサチューセッツ大学名誉博士（高分子物理、および高等教育に対する貢献）。2008年独立行政法人日本学生支援機構理事長、福岡県教育力向上福岡県民運動推進会議会長。2010年日産化学株式会社監査役、大学評価・学位授与機構国立大学教育研究評価委員会委員長。2011年公立大学法人福岡女子大学理事長・学長。2014年日産化学株式会社取締役、公益財団法人福岡県産業・科学技術振興財団理事長。2017年瑞宝大綬章受章。

## 統一教会との関係
- 2015年、世界平和統一家庭連合（旧統一教会）の関連団体「日韓トンネル実現九州連絡協議会」が設立。梶山は同団体の会長を務めている[12][13]。
- 統一教会の韓国の関連団体「韓日海底トンネル研究会」の共同代表を務めている[14]。
- 2022年1月24日、統一教会の関連団体「天宙平和連合」と「世界平和国会議員連合」の共催による「THINK TANK 2022 第4回ILC国際ウェビナー」がソウルの国会図書館大講堂で開催。同イベントに「韓日海底トンネル研究会」共同代表として参加した[14][15]。